# پاوسیچ در مقابل شرکت بیمه عمر نیوانگلند
پاوسیچ در مقابل شرکت بیمه زندگی نیوانگلند(به انگلیسی Pavesich v. New England Life Insurance Company) یک مورد قضایی بود که توسط دادگاه عالی جورجیا در سال ۱۹۰۵نهایی شد. این مورد قضایی به عنوان یکی از اولین تأیید صریح حق حفظ حریم خصوصی برگرفته از قانون طبیعی در حقوق ایالات متحده، قابل توجه است. جودیت واگنر دی سیو اظهار داشت: " پاوسیچ اولین موردی بود که با استناد به قوانین طبیعی، قانون عرفی و ارزش‌های قانون اساسی، حریم خصوصی را به عنوان یک حق در قانون شبه جرم به رسمیت شناخت. این مورد در ۲۰۹ پرونده حقوقی ایالات متحده از جمله ۴ پرونده دیوان عالی ایالات متحده استناد شده‌است.
این پرونده حول محور استفاده از تصویری از پائولو پاوسیچ در تبلیغات شرکت بیمه زندگی متقابل نیوانگلند (در حال حاضر مت‌لایف) بود که پاوسیچ آن را نقض حریم خصوصی و افترا آمیز دانست.